# Фантофтська ставкірка
Фантофтська ставкірка (норв. Fantoft stavkirke) — ставкірка XII століття в комуні Берген у Гордаланні (Норвегія). Згоріла внаслідок підпалення в 1992 році й відбудована через два роки.

## Історія
Зведена близько 1170 року. Спочатку церква стояла у Фортуні в провінції Согне і за планом була так званою довгою церквою (langkirke). Навколо неї була влаштована крита галерея. Згодом наву церкви подовжили на три метри на захід, а в XVII столітті над нею було надбудовано дзвіницю.
У 1883 році церкву розібрали. Матеріал купив підприємець Фредрік Георг Гаде (Fredrik Georg Gade, 1830—1905) і знову зібрав її у своєму маєтку Фантофт, де церкву використовували як каплицю. При складанні церкви майстри намагалися відтворити її первісний вигляд, зразком чого стала Боргуннська ставкірка.
6 червня 1992 церкву підпалили зловмисники і вона повністю згоріла. У підпалі підозрювали неоязичників, а також засновника блек-метал гурту Burzum Варґа Вікернеса, однак на суді його причетність до цього злочину довести не вдалося. У 1994 році церква була відтворена за фотографіями.
Біля церкви розташований кам'яний хрест епохи вікінгів, який спочатку був встановлений на цвинтарі Тьєра в Єрені.

## Галерея

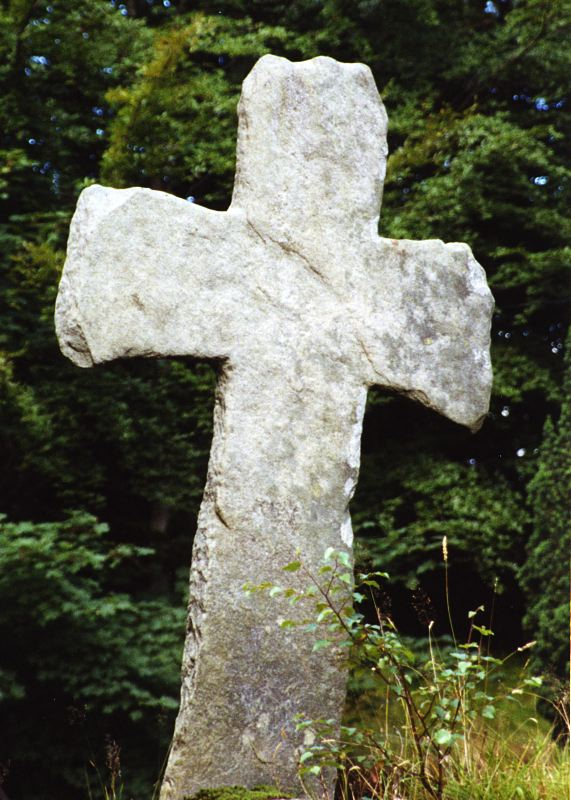
Кам'яний хрест перед церквою
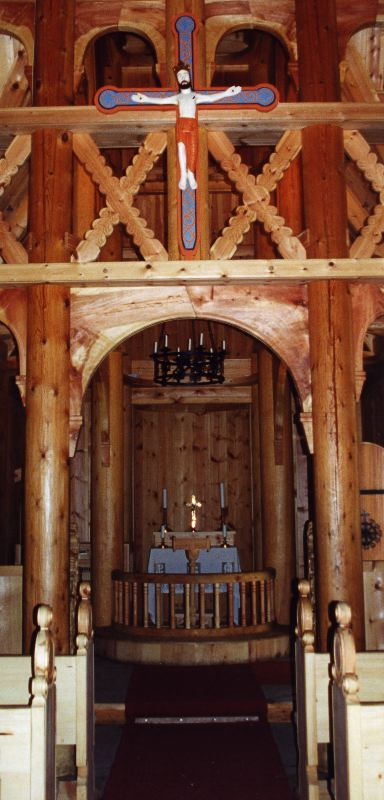
Інтер'єр
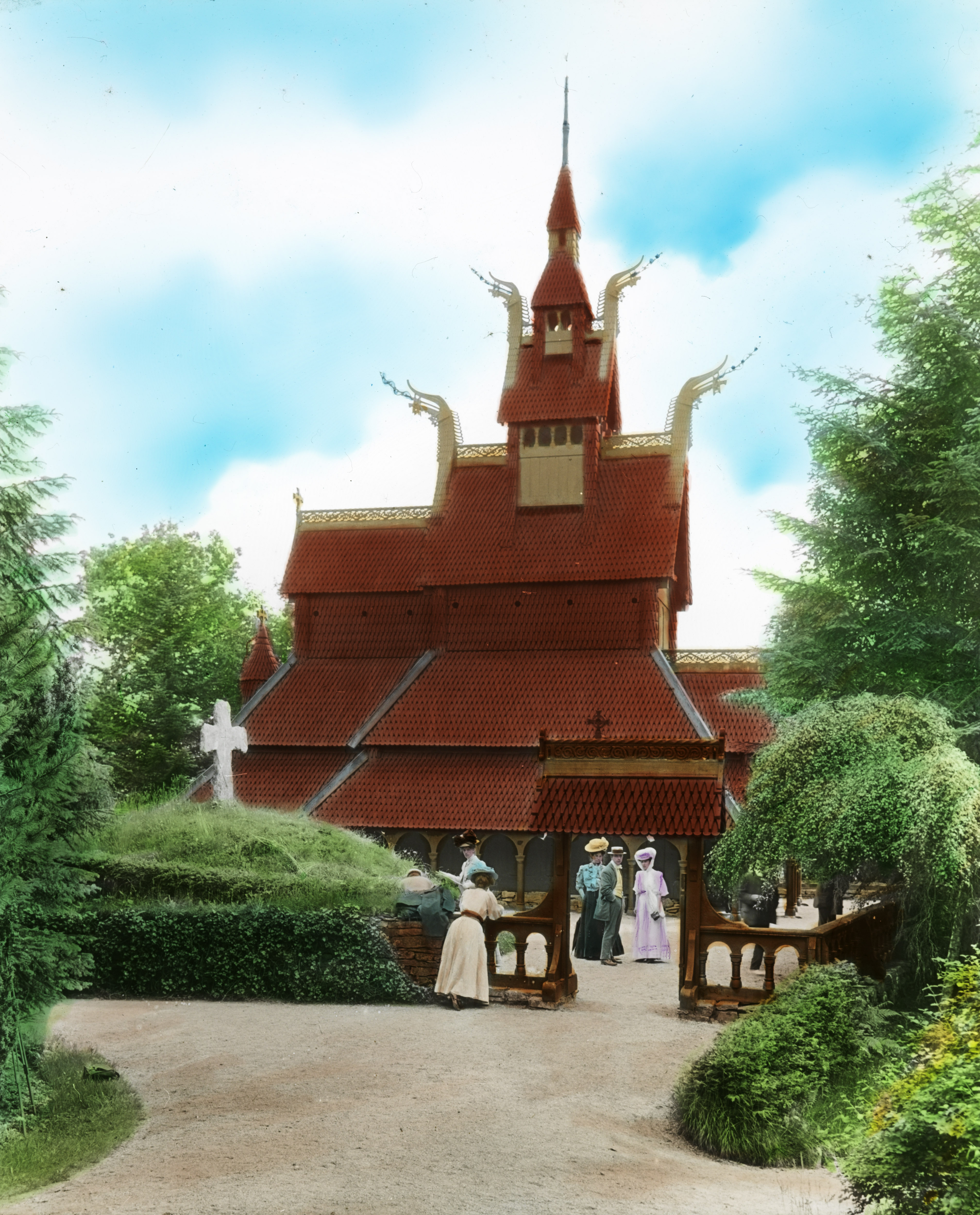
Церква в 1910 році.
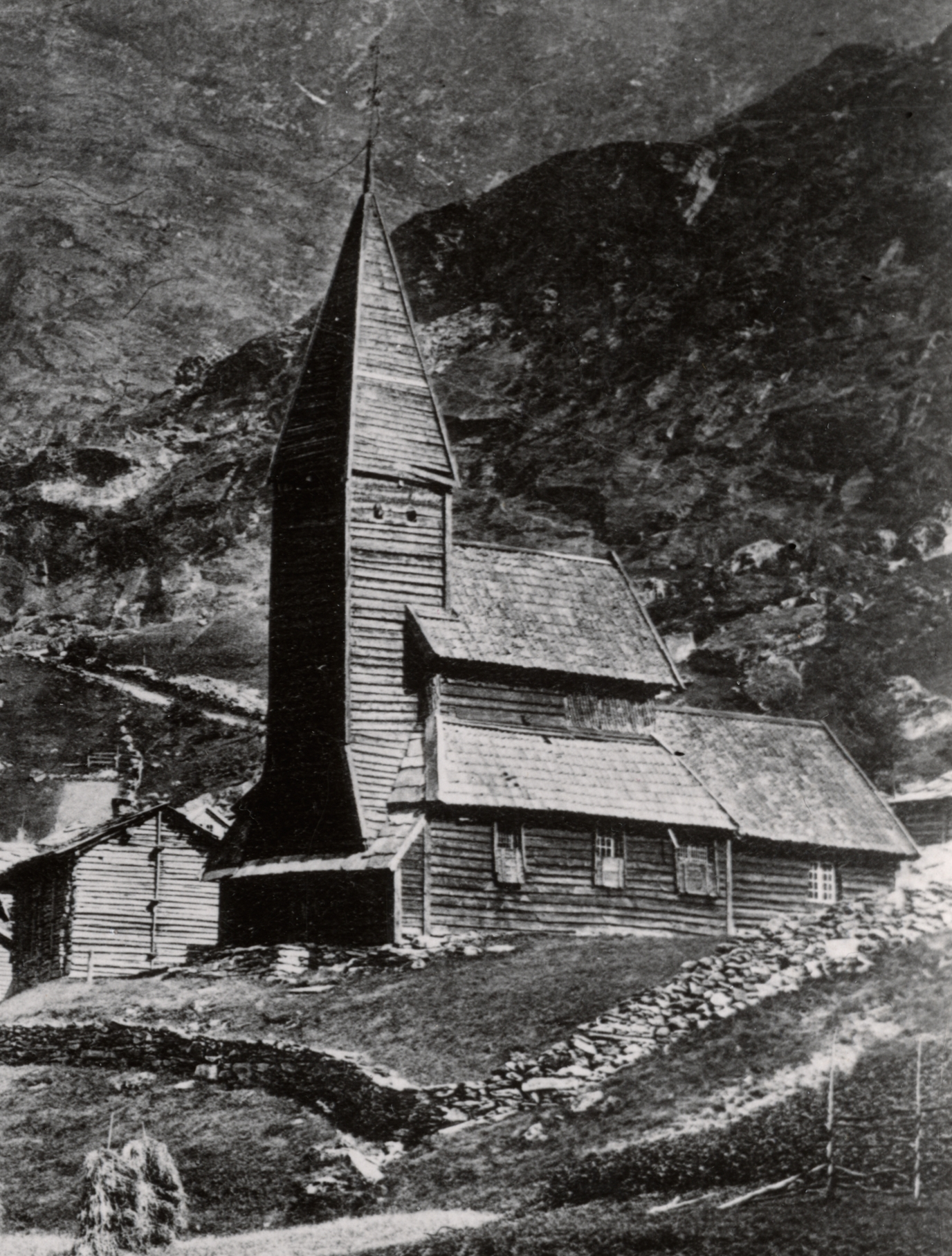
Церква в 1873 р., до переміщення її до Фантофту